# Economía de Madrid

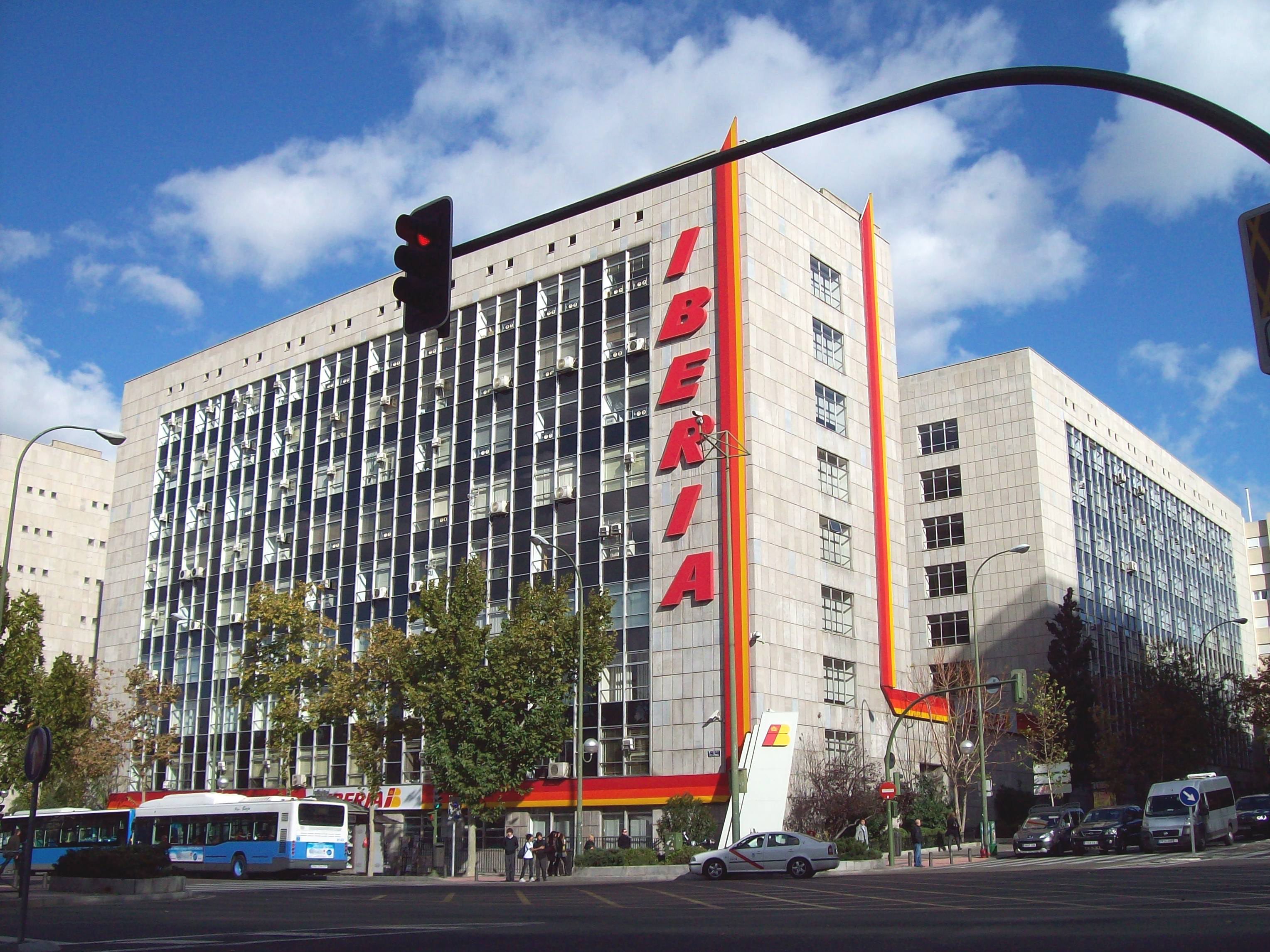
La sede de Iberia LAE

La economía de la ciudad de Madrid, con un producto interior bruto de 291.950.000 USD en 2019, es la mayor entre las ciudades españolas y la cuarta entre las europeas. El PIB per cápita se situó en 43.633 USD en el año 2019.
El PIB ha venido creciendo en los últimos años a un ritmo superior que el resto de España.

## Áreas económicas
La principal actividad económica de la ciudad son los servicios, que suponen un 85% del total. En concreto los servicios financieros suponen 31,91% del total, el comercio un 31,84%, dentro del que se incluye el turismo (en torno al 10%) y el resto de servicios con un 21,34%. A las tradicionales funciones administrativas, por albergar la Administración central del Estado, y financieras (Madrid es la sede de gran cantidad de empresas que desarrollan su actividad en toda España y acoge la mitad del capital financiero nacional), se han sumado las relacionadas con el transporte o con la pujanza del aeropuerto de Barajas. De hecho los mayores centros de empleo y aportación al PIB de la ciudad de Madrid son el propio aeropuerto e Ifema, el recinto ferial de la ciudad. Por su actividad en el sector aeroespacial, Madrid pertenece a la Comunidad de Ciudades Ariane.
La industria en la ciudad de Madrid, pierde peso poco a poco, para trasladarse a los municipios del área metropolitana, especialmente del arco sursudeste. Aun así la industria sigue suponiendo un porcentaje relevante en el presupuesto de la ciudad.
La construcción es el sector de más crecimiento de Madrid, estimado en un 8,2% en el año 2005. La tendencia muestra un aumento de la construcción no residencial, empujada por la ligera desaceleración del incremento del precio de la vivienda en 2005.
Además, Madrid se ha convertido en los últimos años en el 14 puesto de ciudades más visitadas de Europa, sólo detrás de París, Londres,  Estambul,  Barcelona y Roma y la segunda de España (superada por Barcelona). En la ciudad se desarrollan gran cantidad de actividades de carácter turístico, lúdico y cultural.